# Підкова Смейла
Підкова Смейла — приклад динамічної системи, що був розглянутий Стівеном Смейлом. Є критерієм існування в двовимірному відображенні складної динаміки та хаосу.
Підкова Смейла розглядається як певний механізм перетворення початкових даних за певним правилом. Дане відображення бере квадрат розміром {\displaystyle S\!}, рівномірно стискає його горизонтально на величину меншу ніж одна друга та рівномірно розтягує вертикально з коефіцієнтом більшим ніж два так, що утворюється довга і вузька смужка. Далі отримана смужка деформується так, що приймає форму підкови, та накладається на початкову область таким чином, що півколо згину {\displaystyle (1-f)\!} залишається поза цією областю.

Умовна схема утворення підкови Смейла

Частина початкових умов, що утворюють орбіти, які не залишають початковий квадрат {\displaystyle S\!} після {\displaystyle n\!} відображень, становить {\displaystyle f^{n}\!}. Очевидно, що при {\displaystyle n\rightarrow \infty } {\displaystyle f^{n}\rightarrow 0} , тобто майже всі початкові умови покидають квадрат.
Цей приклад підштовхнув Д. В. Аносова до винайдення дифеоморфізмів Аносова, після чого з цих двох прикладів виросла теорія гіперболічних динамічних систем.